# Хауэллс, Герберт
Герберт Хауэллс (англ. Herbert Norman Howells; 17 октября 1892 — 23 февраля 1983) — британский композитор, органист и педагог. Известен своими духовными произведениями и камерной музыкой.

## Биография
Герберт родился в семье рабочего, который по выходным играл на органе в церкви. В детстве Хауэллс пел в церковном хоре и замещал органиста. С 1905 года брал уроки игры на органе у Герберта Брюйера, органиста Глостерского собора.
В 1912 году Герберт переехал в Лондон для учёбы в Королевском музыкальном колледже (в частности, его педагогами были Ч. Стэнфорд и Х. Пэрри), где начал писать духовную музыку (Месса в дорийском ладу, Псалмовые прелюдии), а также создал ряд симфонических работ (Три танца для скрипки с оркестром).
В 1920—1979 году Хауэллс работал преподавателем в родном колледже. Его учениками были Гордон Джейкоб, Мадлен Дринг, Пол Спайсер. В 1952—1962 годах был профессором музыки в Лондонском университете.
Наиболее известные произведения композитора включают: Hymnus Paradisi (1938) (произведение, созданное под впечатлением от смерти сына композитора), Stabat Mater (1963), мотет Take Him, Earth, For Cherishing (1964).
Хауэллс умер в Лондоне в возрасте 90 лет. Его похоронили в Вестминстерском аббатстве.